# Metnitzer Kinisingen
Das Metnitzer Kinisingen ist eine künstlerische Darbietung, bei der eine Sängerschar (Rotte), drei Könige und ein Sternträger von Hof zu Hof ziehen und dabei ein stummes Schauspiel aufführen. Die Sängerschar singt dazu die 17 Strophen des Kiniliedes. Traditionell findet das Schauspiel zwischen Neujahr und dem 6. Jänner (Dreikönigstag) statt, wobei der Austragungsort das Metnitztal ist. Im Jahr 2013 wurde das Metnitzer Kinisingen in die Liste des immateriellen Kulturerbes der UNESCO aufgenommen.

## Entwicklung des Metnitzer Kinisingens
Erstmaliges Erscheinen des Liedertextes des Metnitzer Kinisingens war 1724. Von da an wurde das Stück jährlich aufgeführt. Von 1937 bis 1945 wurde das Kinisingen aufgrund des Nationalsozialismus eingestellt. Danach setzte man die Tradition bis 1953 fort. Ab da galt das Liederbuch als verschwunden. Erst 37 Jahre später konnten der Text auf einem Dachboden und die Kostüme in einem Getreidespeicher wiedergefunden werden.

## Ablauf
Zwischen Neujahr und dem Dreikönigstag gehen die drei Könige und der Sternträger umher und erzählen die Weihnachtsgeschichte und von der Geburt Jesu. Hierbei wird das traditionelle Kinilied gesungen. Sie gehen in schematisch festgelegten Abläufen von Hof zu Hof und erzählen die Geschichten und singen Lieder, hierbei kommt die ganze Dorfgemeinschaft zusammen.

## Besonderheit
Die Grundlage des Metnitzer Kinisingen entstammt einem handgeschriebenen Liederbuch aus dem Jahre 1725. Die Besonderheit liegt in der Art wie das Lied vorgetragen wird, hierbei liegt der Fokus auf der genauen historischen Überlieferung. Entscheidend hierbei sind die stummen Könige in einfach Gewändern und die beleuchtenden Kronen der Sänger.